# Solanum lanceolatum
Solanum lanceolatum là loài thực vật có hoa trong họ Cà. Loài này được Cav. miêu tả khoa học đầu tiên năm 1794.